# Miconia tenuis
Miconia tenuis är en tvåhjärtbladig växtart som beskrevs av José Jéronimo Triana. Miconia tenuis ingår i släktet Miconia och familjen Melastomataceae. Inga underarter finns listade i Catalogue of Life.